# Samantha Dirks
Samantha Dirks (* 18. Dezember 1992) ist eine belizische Leichtathletin, die sich auf den Sprint spezialisiert hat.

## Sportliche Laufbahn
Erste internationale Erfahrungen sammelte Samantha Dirks im Jahr 2016, als sie bei den CACAC-Meisterschaften in San Salvador mit neuem Landesrekord von 46,61 s die Goldmedaille gewann. Im Jahr darauf siegte sie bei den Zentralamerikameisterschaften in Tegucigalpa in 24,22 s im 200-Meter-Lauf sowie in 53,54 s auch über 400 Meter. Dank einer Wildcard startete sie anschließend im 400-Meter-Lauf bei den Weltmeisterschaften in London, schied dort aber mit 54,74 s im Vorlauf aus. Im Dezember gewann sie bei den Zentralamerikaspielen in Managua in 24,86 s die Silbermedaille über 200 Meter hinter Tracy Joseph Hamblin aus Costa Rica und belegte über 100 Meter in 12,32 s den vierten Platz. Zudem gewann sie sowohl mit der 4-mal-100- sowie mit der 4-mal-400-Meter-Staffel die Bronzemedaille. 2018 siegte sie dann erneut bei den Zentralamerikameisterschaften in Guatemala-Stadt in 24,35 s über 200 Meter, wie auch bei den Zentralamerikameisterschaften 2019 in Managua in 23,97 s. Zudem gewann sie dort in der 4-mal-100-Meter-Staffel in 47,00 s die Bronzemedaille. Auch bei den Leichtathletik-Zentralamerikameisterschaften 2020 in San José siegte sie in 24,72 s über 200 Meter und gewann mit der Staffel in 48,36 s die Silbermedaille hinter dem Team aus Costa Rica. Im Januar 2021 verbesserte sie den Landesrekord über 60 m in der Halle auf 7,46 s und Ende Juni siegte sie in 23,80 s über 200 m bei den Zentralamerikameisterschaften in San José und gewann in 55,52 s die Bronzemedaille über 400 m. Dank einer Wildcard nahm sie im August an den Olympischen Spielen in Tokio teil und schied dort mit Saisonbestleistung von 54,16 s in der ersten Runde aus. Während der Eröffnungsfeier war sie gemeinsam mit ihrem Leichtathletikkollegen Shaun Gill die Fahnenträgerin ihrer Nation.

## Persönliche Bestleistungen
- 100 Meter: 11,66 s (+2,0 m/s), 24. Juli 2020 in Clermont
  - 60 Meter (Halle): 7,46 s, 31. Januar 2021 in Birmingham (belizischer Rekord)
- 200 Meter: 23,66 s (+2,0 m/s), 18. Mai 2017 in Redlands
  - 200 Meter (Halle): 24,26 s, 22. Januar 2016 in Albuquerque
- 400 Meter: 53,19 s, 16. Mai 2015 in Riverside (belizischer Rekord)
  - 400 Meter (Halle): 56,03 s, 30. Januar 2015 in New York City